# ダブ・シンジケート
ダブ・シンジケート（Dub Syndicate）は、エイドリアン・シャーウッドが結成したダブ・バンドであり、ルーツ・ラディックス、サンズ・オブ・アルカ、クリエイション・レベルの元ドラマーであるリンカーン・スタイル・スコットとのコラボレーションによるショーケースとなった。
ダブ・シンジケートは最初はクリエイション・レベルから進化し、3枚目のアルバム『Tunes From The Missing Channel』（1985年）まではクラシックなダブ・サウンドであったが、そこからダブ・シンジケートは、より実験的で技術的なダブ・サウンドを生み出していった。ダブ・シンジケートの新しいサウンドは、スコット、シャーウッドに加え、タックヘッドのメンバー、スキップ・マクドナルド、キース・ルブラン、ダグ・ウィンビッシュによる相互作用を中心としたものだった。
ダブ・シンジケートは、リー・スクラッチ・ペリーやビム・シャーマン（ボーカル）、フェリックス・デッドリー・ヘッドリー・ベネット（サクソフォーン）、ピーター・ドクター・パブロ・ストラウド（メロディカ。オーガスタス・パブロとは別人）を含む、その他の多くのアーティストとコラボレーションしている。
バンドの作品のほとんどは、On-Uサウンドから発表され、レーベル・オーナーであるエイドリアン・シャーウッドによってプロデュースされた。最近のダブ・シンジケートによるレコーディングは、スタイル・スコット自身のレーベル「Lion & Roots レコード」からリリースされ、プロデュース業はシャーウッド、サイエンティスト、スコットの間で分割された。近年、ダブ・シンジケートは、ルチアーノ、ケイプルトン、ジュニア・リードなどのダンスホール・アーティストと仕事している。
スコットは、2014年10月11日にジャマイカで死体となって発見された。

## ディスコグラフィ

### アルバム
- The Pounding System (Ambience in Dub) (1982年)
- 『ワン・ウェイ・システム』 - One Way System (1983年)
- 『ノース・オブ・ザ・リバー・テムズ』 - North of the River Thames (1984年) ※with ドクター・パブロ
- Tunes from the Missing Channel (1985年)
- Time Boom X De Devil Dead (1987年) ※with リー・スクラッチ・ペリー
- Strike the Balance (1990年)
- From the Secret Laboratory (1990年) ※with リー・スクラッチ・ペリー
- 『ストーンド・イマキュレイト』 - Stoned Immaculate (1991年)
- 『リアリティ』 - Reality (1992年) ※ビム・シャーマン+ダブ・シンジケート名義
- 『エコマニア』 - Echomania (1994年)
- Ital Breakfast (1996年)
- Mellow & Colly (1998年)
- Fear of a Green Planet (1998年)
- Acres of Space (2001年)
- No Bed of Roses (2004年)
- 『ハード・フード』 - Hard Food (2015年)

### コンピレーション・アルバム
- Classic Selection Volume 1 (1989年)
- Classic Selection Volume 2 (1990年)
- Live at the T+C - 1991 (1993年) ※with Akabu and Bim Sherman
- Classic Selection Volume 3 (1994年)
- Research and Development (1996年)
- Live at the Maritime Hall (2000年)
- Murder Tone (2002年)
- Pure Thrill Seekers (2005年)
- The Rasta Far I (2006年)
- The Royal Variety Show (The Best of Dub Syndicate) (2010年)
- On U Sound 30 years anniversary (King Size Dub Special) (2011年) ※参加オムニバス・アルバム
- 『アンビエンス・イン・ダブ 1982-1985』 - Ambience In Dub 1982 - 1985 (2017年)